# Ctenognophos eolaria
Ctenognophos eolaria là một loài bướm đêm trong họ Geometridae.